# Alex Sardui
Alex Sardui Agirre (Guernica y Luno, Vizcaya, 18 de noviembre de 1966) es un músico y escritor vasco conocido por ser el vocalista y miembro fundador de la banda de rock Gatibu.
De pequeño cantó en coros. En la década de los 90's se unió a la banda Exkixu y tras lanzar un disco folclórico junto a Haimar Arejita, bajo el proyecto Txulufrina eta Arrosa, formó Gatibu, el 2002. Así, se les unió Gaizka Salazar y Mikel Caballero en batería y bajo respectivamente.
Además de su carrera musical, Alex fue presentador de televisión y colaborador del programa en euskera Bi Errepidean, junto a Urko Aristi. También el 2013 lanzó una novela, titulada Esan eta Egin.

## Colaboraciones
Sardui participó cantando la canción Bizi ganoraz en la Korrika de 1995, junto a Kepa Junkera y Maixa eta Ixiar, cuya composición fue llevada a cabo por Sardui, Junkera y Edorta Jiménez.
También participó el año 1997 en la grabación y creación del tema Badator Marijaia, que se convirtió en himno oficial de la Aste Nagusia de Bilbao. Edorta Jiménez, fue el letrista de esta canción, Kepa Junkera aportó con la música y arreglos, mientras Sardui y diversos artistas vascos aportaron con la interpretación.

## Discografía

### Con Exkixu
- Exkixu (GOR Discos, 1993)
- Gaua Heldu Orduko (1995)

### Como Alex Sardui
- Txulufrina eta Arrosa (Elkar, 2000)

### Con Gatibu
- Zoramena (2002)
- Disko infernu (2005)
- Laino Guztien Gainetik, Sasi Guztien Azpitik (Baga-Biga, 2008)
- Zuzenean bizitzeko gogoa (2010)
- Zazpi kantoietan (2012)
- Euritan dantzan (2014)
- Aske maitte, aske bizi (2016)
- Azken Indioak (2018)
- Musikak salbatuko gaitu (2020)
- EH Distopikala (2022)